# Acid4
Acid4 désigne un test pour navigateur web prévu à une date encore non déterminée. Il sera destiné à soumettre les moteurs de rendu à une série de tests vérifiant leur capacité à supporter un choix de fonctionnalités relevant de différents standards du Web. Il sera ainsi nommé à l'image des tests Acid3 (2008), Acid2 (2005) et Acid1 (1998).
Le développement va commencer quand trois des quatre moteurs de rendu les plus utilisés (Presto, WebKit, Gecko et Trident) seront officiellement capables de passer le test Acid3. Il a été suggéré que le test Acid4 sera surtout focalisé sur le SVG, le CSS3 et les espaces de noms.